# Magon Barkas

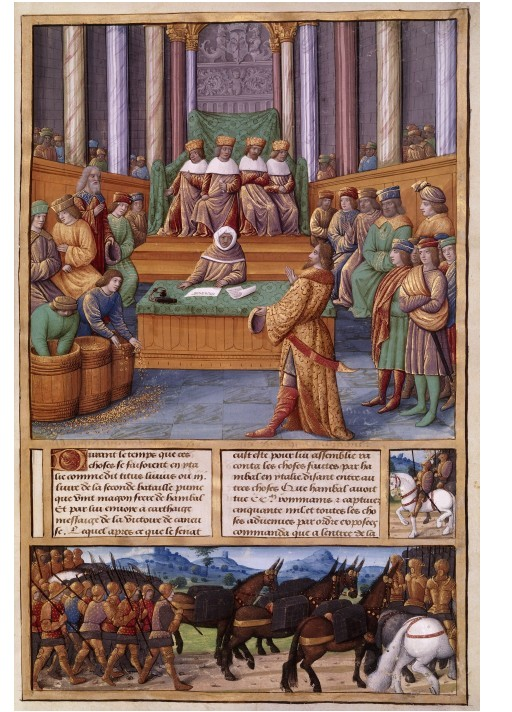
Powrót Magona Barks do Kartaginy

Magon Barkas (lub Magon Barkida; 𐤌𐤂‬𐤍 𐤁𐤓𐤒‬, gr. Μάγων) – kartagiński dowódca wojskowy z rodziny Barkidów, młodszy brat Hannibala i Hazdrubala.

## Życiorys
Najmłodszy z trzech synów Hamilkara Barkasa, bratem Hannibala i Hazdrubala. Podobnie jak oni został oficerem w kartagińskiej armii.
Na początku II wojny punickiej był jednym z oficerów pod dowództwem Hannibala, w armii która przekroczyła Alpy i weszła do Italii. W grudniu 218 w bitwie nad Trebią dowodził doborowym oddziałem ukrytym początkowo w nadrzecznych zaroślach, przyczyniając się do zwycięstwa Kartagińczyków w tej bitwie. Również w bitwie pod Kannami Hannibal powierzył Magonowi odpowiedzialne zadanie dowodzenia częścią wojsk w środkowej części szyku. Po kanneńskim zwycięstwie Hannibal odesłał brata do stolicy, gdzie ten wysypał przed kartagińską geruzją pierścienie zabitych rzymskich senatorów.
W 215 został skierowany do Hiszpanii, gdzie Kartagińczykom zagrażała rzymska armia ekspedycyjna Publiusza i Gnejusza Scypionów. W 211 roku Magon, Hazdrubal Barkas i Hazdrubal Giskon wspólnymi siłami pokonali rzymskie oddziały, a Publiusz i Gnejusz zginęli w bitwie. Po tym gdy Hazdrubal Barkas wyruszył ze swoją armią do Italii, Magon pozostał głównym kartagińskim dowódcą w Hiszpanii, rekrutując Celtyberów i Balearów. Po upadku Nowej Kartaginy i klęsce Hazdrubala Giskona pod Ilipą (206), Magon wycofał się do Gadiru.
Jesienią roku 206 kartagińskie władze nakazały Magonowi opuścić Hiszpanię i przedostać się z armią do Italii, by wesprzeć pozostającego tam Hannibala. Pod dowództwem Magona znalazło się 6000 pieszych i 2000 konnych żołnierzy oraz 7 słoni, ze stolicy przysłano mu też fundusze na opłacenie żołdu. Armia ta przeczekała zimę na Minorce, zaś wiosną 205 przypłynęła do brzegów Ligurii. W 203 armia Magona wkroczyła na tereny galijskich Insubrów, gdzie starła się z dwoma rzymskimi legionami prokonsula Cetegusa. W tym boju Magon został ciężko ranny, po czym Kartagińczycy wycofali się znów do Ligurii.
Magon zmarł na pokładzie okrętu zmierzającego do Kartaginy, na skutek rany odniesionej w boju.
Miasto założone przez niego na Minorce wciąż nazywa się Mahón, zaś pochodzący stamtąd sos stał się znany w świecie jako majonez.